# Гарячківська сільська рада
Гарячківська сільська рада — орган місцевого самоврядування у Крижопільському районі Вінницької області з центром у с. Гарячківка.

## Населені пункти
Сільській раді підпорядковані населені пункти:
- с. Гарячківка
- с. Одаї

До зняття з обліку сільській раді підпорядковувалось також селище Кавків Яр.

## Склад ради
Рада складається з 16 депутатів та голови.